# Jan de Troye

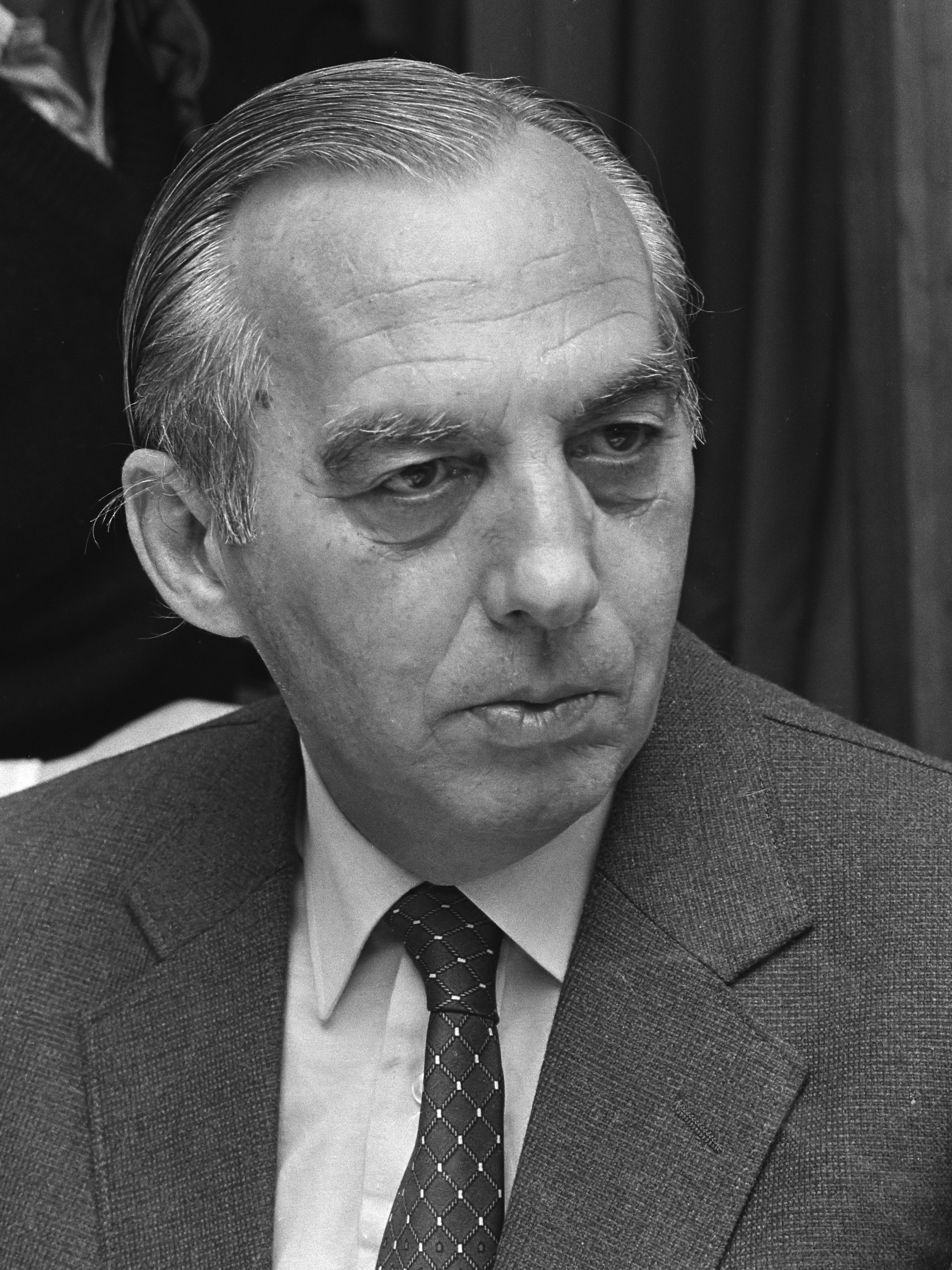
Jan de Troye (1980)

Jan Louis de Troye (Leiden, 13 december 1920 – Hilversum, 1 november 2006) was een Nederlandse radioverslaggever en omroepbestuurder.

## Loopbaan
De Troye was al jong geïnteresseerd in journalistiek en in sport: hij was zelf jeugdschermkampioen van Nederland. Tijdens de Tweede Wereldoorlog zat hij een paar jaar ondergedoken. In die tijd schreef hij een paar novellen, die nooit zijn gepubliceerd. Na de bevrijding werkte hij onder andere voor de Leidse onderwijsinstellingen. In 1947 kwam hij in vaste dienst bij de VARA als verslaggever. Samen met Arie Kleijwegt en Henk van Stipriaan vormde hij de kern van de actualiteitenrubriek Dingen van de dag.
De Troye werd vooral bekend door zijn verslaggeving van de Watersnood van 1953. Op de avond van 31 januari belde een collega hem, dat een lezing die hij de volgende dag in Goes zou geven, niet door kon gaan wegens wateroverlast. Daarop trok De Troye eropuit met een reportagewagen. Terwijl de rest van Nederland nietsvermoedend sliep maakte hij verslagen in het ondergelopen Dordrecht en interviewde hij geredden in Rilland-Bath. Een dag na de ramp charterde hij een Dakota om de totale verwoesting te kunnen verslaan. Zijn reportages maakten grote indruk en droegen ertoe bij dat men elders de omvang van de ramp besefte. Omdat de verslagen regelmatig herhaald werden heeft De Troye zich weleens "het rampenmannetje" genoemd.
In de jaren '50 moesten radioverslaggevers van alle markten thuis zijn. Zo versloeg De Troye niet alleen het nieuws, maar ook sport. Samen met Ad van Emmenes versloeg hij regelmatig voetbalwedstrijden, zoals de 1-2-overwinning van het Nederlands Elftal op wereldkampioen West-Duitsland in 1956. In 1961 was hij de commentator toen Henk van der Grift wereldkampioen schaatsen werd.
Van 1952 tot 1962 was De Troye chef-reportagedienst van de VARA. Daarna was hij jarenlang bestuurder van die omroep en later van de NOS. Hij ging met de VUT in 1983. Voor de Partij van de Arbeid was hij lid van de gemeenteraad van Hilversum.